# Futbol'nyj Klub Ufa 2014-2015
Questa voce raccoglie le informazioni riguardanti il Futbol'nyj Klub Ufa nelle competizioni ufficiali della stagione 2014-2015.

## Stagione
All'esordio in Prem'er-Liga la squadra ottenne un lusinghiero dodicesimo posto.

## Maglie
| Manica sinistra · Maglietta · Manica destra · Pantaloncini · Calzettoni | Manica sinistra · Maglietta · Manica destra · Pantaloncini · Calzettoni |

## Rosa
| N. |                                 | Ruolo | Calciatore          |
| -- | ------------------------------- | ----- | ------------------- |
| 1  | Armenia (bandiera)              | P     | David Yurchenko     |
| 3  | Russia (bandiera)               | D     | Pavel Alikin        |
| 4  | Russia (bandiera)               | D     | Pavel Stepanets     |
| 5  | Ghana (bandiera)                | C     | Emmanuel Frimpong   |
| 9  | Bosnia ed Erzegovina (bandiera) | A     | Haris Handzic       |
| 10 | Brasile (bandiera)              | C     | Marcinho            |
| 11 | Brasile (bandiera)              | A     | Diego               |
| 13 | Russia (bandiera)               | C     | Azamat Zaseev       |
| 14 | Russia (bandiera)               | C     | Maksim Semakin      |
| 16 | Bielorussia (bandiera)          | P     | Sergey Veremko      |
| 17 | Ucraina (bandiera)              | D     | Oleksandr Zinchenko |
| 18 | Russia (bandiera)               | A     | Dmitri Golubov      |
| 19 | Croazia (bandiera)              | C     | Ivan Paurevic       |
| 20 | Russia (bandiera)               | D     | Denis Tumasyan      |
| 22 | Uzbekistan (bandiera)           | C     | Vagiz Galiulin      |

| N. |                        | Ruolo | Calciatore           |
| -- | ---------------------- | ----- | -------------------- |
| 23 | Russia (bandiera)      | A     | Anton Kilin          |
| 28 | Costa Rica (bandiera)  | A     | Felicio Brown Forbes |
| 33 | Russia (bandiera)      | D     | Aleksandr Sukhov     |
| 39 | Russia (bandiera)      | D     | Dmitri Stotskiy      |
| 70 | Russia (bandiera)      | C     | Nikolay Safronidi    |
| 71 | Russia (bandiera)      | P     | Artem Potapov        |
| 81 | Bielorussia (bandiera) | D     | Dmitri Verkhovtsov   |
| 88 | Russia (bandiera)      | A     | Igor Shevchenko      |
| -  | Russia (bandiera)      | D     | Maksim Tishkin       |
| -  | Brasile (bandiera)     | D     | William              |
| -  | Russia (bandiera)      | C     | Igor Bezdenezhnykh   |
| -  | Giappone (bandiera)    | C     | Takafumi Akahoshi    |
| -  | Russia (bandiera)      | A     | Nikita Bezlikhotnov  |
| -  | Russia (bandiera)      | A     | Aleksandr Vasiljev   |

## Risultati

### Campionato
| Arbitro: | Aleksandr Egorov |

|                                         |           |  |
| Vladislav Ignatjev 19’ Ivelin Popov 76’ | Marcatori |  |

| Arbitro: | Sergey Kulikov |

|  |           |                     |
|  | Marcatori | 53’ (rig.) Marcinho |

| Arbitro: | Sergey Lapochkin |

|  |           |                                         |
|  | Marcatori | 32’ Christopher Samba 61’ Kevin Kuranyi |

| Arbitro: | Vitali Meshkov |

|                 |           |  |
| Hulk 31’ (rig.) | Marcatori |  |

| Arbitro: | Igor Nizovtsev |

|           |           |                                   |
| Diego 74’ | Marcatori | 27’ Artem Dzyuba 34’ Artem Dzyuba |

| Arbitro: | Kirill Levnikov |

|                       |           |                 |
| Maksim Kanunnikov 44’ | Marcatori | 90'+5’ Marcinho |

| Arbitro: | Aleksey Nikolaev |

|  |           |                          |
|  | Marcatori | 7’ Marcinho 53’ Marcinho |

| Arbitro: | Vladimir Moskalev |

|  |           |                       |
|  | Marcatori | 42’ Aleksandr Erokhin |

| Arbitro: | Mikhail Vilkov |

|  |           |                                             |
|  | Marcatori | 64’ Maksim Semakin 84’ (rig.) Haris Handzic |

| Arbitro: | Sergey Kulikov |

|                   |           |                           |
| Haris Handzic 25’ | Marcatori | 86’ Diniyar Bilyaletdinov |

| Arbitro: | Sergej Ivanov |

|                                                                   |           |                                                                             |
| Felicio Brown Forbes 12’ Maksim Semakin 50’ Nikolay Safronidi 87’ | Marcatori | 43’ Vasiliy Berezutski 59’ (rig.) Bibras Natcho 90'+4’ (rig.) Bibras Natcho |

| Arbitro: | Igor Fedotov |

|                      |           |  |
| Jeremy Bokila 45'+1’ | Marcatori |  |

| Perm' 9 novembre 2014, ore 13:00 13ª giornata | Ufa              | 0 – 0 referto | Rostov | Stadio Zvezda (400 spett.)\| Arbitro: \| Aleksey Nikolaev \| |
| Arbitro:                                      | Aleksey Nikolaev |               |        |                                                              |

| Mosca 24 novembre 2014, ore 17:00 14ª giornata | Lokomotiv Mosca | 0 – 0 referto | Ufa | RŽD Arena (4.714 spett.)\| Arbitro: \| Igor Nizovtsev \| |
| Arbitro:                                       | Igor Nizovtsev  |               |     |                                                          |

| Arbitro: | Vitali Meshkov |

|                                                                                     |           |  |
| Bibras Natcho 35’ Zoran Tosic 41’ Zoran Tosic 56’ Seydou Doumbia 59’ Ahmed Musa 88’ | Marcatori |  |

| Arbitro: | Aleksey Eskov |

|  |           |                   |
|  | Marcatori | 22’ Haris Handzic |

| Arbitro: | Aleksey Nikolaev |

|                                     |           |                              |
| Anton Putilo 40’ Reziuan Mirzov 65’ | Marcatori | 20’ Diego 37’ Denis Tumasyan |

| Arbitro: | Vladimir Moskalev |

|                                                          |           |                     |
| Aleksey Ionov 10’ Mathieu Valbuena 20’ Kevin Kuranyi 71’ | Marcatori | 30’ (rig.) Marcinho |

| Arbitro: | Sergey Karasev |

|                     |           |                         |
| Igor Shevchenko 72’ | Marcatori | 85’ Aleksandr Prudnikov |

| Arbitro: | Aleksey Eskov |

|  |           |                             |
|  | Marcatori | 25’ Vitali Kaleshin 53’ Ari |

| Arbitro: | Sergey Kostevich |

|  |           |                       |
|  | Marcatori | 67’ Marcin Komorowski |

| Arbitro: | Sergey Lapochkin |

|                                          |           |  |
| Sardar Azmoun 78’ Aleksandr Bukharov 88’ | Marcatori |  |

| Arbitro: | Aleksey Eskov |

|  |           |                      |
|  | Marcatori | 33’ Vladimir Korytko |

| Arbitro: | Igor Nizovtsev |

|                   |           |  |
| Ivan Paurevic 50’ | Marcatori |  |

| Arbitro: | Vitali Rushakov |

|                                                            |           |                                           |
| Denis Tumasyan 25’ Marcinho 90’ (rig.) Pavel Alikin 90'+3’ | Marcatori | 62’ Vladislav Ignatjev 79’ Ibrahima Balde |

| Arbitro: | Vladislav Bezborodov |

|              |           |                                          |
| Marcinho 18’ | Marcatori | 22’ Milan Perendija 62’ Lorenzo Ebecilio |

| Arbitro: | Kirill Levnikov |

|                     |           |                  |
| Vladimir Khozin 47’ | Marcatori | 32’ Pavel Alikin |

| Arbitro: | Vladimir Moskalev |

|                   |           |          |
| Haris Handzic 87’ | Marcatori | 32’ Hulk |

| Arbitro: | Igor Nizovtsev |

|                       |           |                                       |
| Vyacheslav Krotov 27’ | Marcatori | 22’ Ivan Paurevic 40’ Dmitri Stotskiy |

| Arbitro: | Aleksey Nikolaev |

|                     |           |                        |
| Dmitri Stotskiy 33’ | Marcatori | 66’ Gökdeniz Karadeniz |

### Kubok Rossii
| Arbitro: | Denis Shpilev |

|                                                 |                      |                                                           |
| Evgeniy Markov 30’ (rig.) Kirill Marushchak 90’ | Marcatori            | 2’ Haris Handzic 7’ Haris Handzic 103’ Aleksandr Vasiljev |
|                                                 | Tiri di rigore 2 – 3 |                                                           |

| Arbitro: | Vladimir Moskalev |

|  |           |                        |
|  | Marcatori | 19’ Moubarak Boussoufa |